# Metachrostis dilutior
Metachrostis dilutior là một loài bướm đêm trong họ Erebidae.